# Annihilator (telefilme)
Annihilator é um filme norte-americano de 1986 dirigido  por Michael Chapman.

## Sinopse
Robert Armour, um jornalista, nota uma mudança estranha no comportamento de sua namorada, Ângela, após ela retornar do Havaí, para onde viajou gratuitamente depois de ganhar um misterioso concurso. Logo, o namorado descobre que a moça foi substituída por uma aterradora criatura humanoide, metade ser humano e metade máquina, com um enorme apetite por destruição. Acusado do assassinato da namorada, ele foge e descobre que todos os passageiros do mesmo voo foram transformados em criaturas semelhantes, sendo forçado a não confiar em ninguém.

## Elenco
| Personagem              | Ator/Atriz             |
| ----------------------- | ---------------------- |
| Robert Armour           | Mark Lindsay Chapman   |
| Layla                   | Susan Blakely          |
| Cindy                   | Lisa Blount            |
| Líder alien             | Brion James            |
| Sid                     | Earl Boen              |
| Professor Alan Jeffries | Geoffrey Lewis         |
| Angela Taylor           | Catherine Mary Stewart |
| Elyse Jeffries          | Nicole Eggert          |
| Pops                    | Paul Brinegar          |
| Eddie                   | Barry Pearl            |